# غابة سيدي معافة
غابة سيدي معافة أو غابة سيدي معافة هي جزء من غابة جبل الحمراء، جنوب مدينة وجدة بالمغرب. تبعد 5 كم عن مركز المدينة، وتبلغ مساحتها 1200 هكتار (12 كم²) وارتفاعها 824 م. في يوليو 2011، عُقدت في الغابة، الجائزة الوطنية المغربية الكبرى للدراجات الجبلية،
توجد في الغابة ثلاثة مسارات مخصصة للرياضة والمشي (العدو الريفي، موتوكروس، ركوب الدراجات الجبلية، إلخ)، المسار الرئيسي بطول 6 كم والمسار الثالث بطول 3 كم. وتحتوي على 10 مناطق استراحة مع مقاعد وطاولات بالإضافة إلى حاويات قمامة صلبة قابلة للغسل.

## التنوع الحيوي

### النباتات
يوجد في الحديقة عدة أنواع من الأشجار:
- السرو
- السنط
- الصنوبر
- شجرة الكينا
- أشجار الخروب
- شجر الأركان
- الزيتون البري
- الصنوبر الحلبي

كما أن الغابة تشكّل موطناً لأنواع متعددة من الطيور والحيوانات، مثل الأرانب البرية والثعالب. بالإضافة إلى أنواع مختلفة من الطيور مما يجعلها مكانًا مثالياً لمراقبة الحياة البرية ودراسة التنوع الطبيعي في المنطقة.

## الموقع والتضاريس

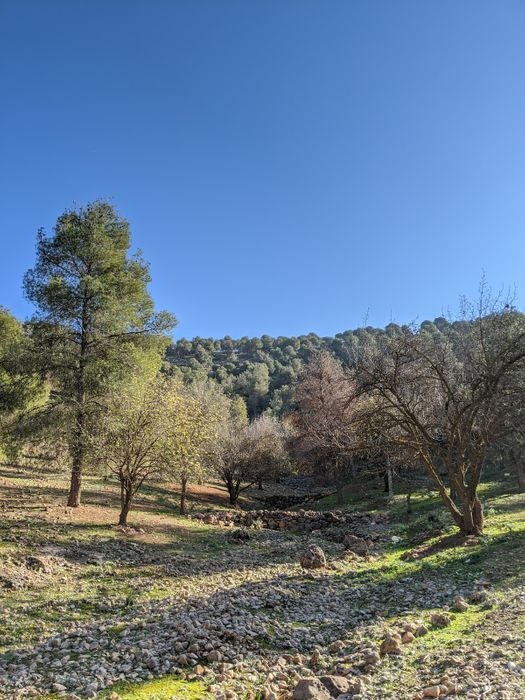
صورة فوتوغرافية لغابة سيدي معافة

تقع غابة سيدي معافة في جهة الشرق شمال شرق المغرب، بالقرب من مدينة وجدة، وتبعد بحوالي 5 كيلومتر عن مركزها. وتغطي غابة سيدي معافة مساحةً واسعةً من الأراضي، وتتكون من تلال وأودية تجعل منها موطناً للعديد من الأنواع النباتية والحيوانية. وتعتبر هذه الغابة جزءاً من النظام البيئي الغني في منطقة الشرق، الذي يتميز بتنوع مناخي فريد يتراوح بين المعتدل وشبه الجاف، مما يساهم في تنوع الحياة النباتية والحيوانية في المنطقة.

## القيمة السياحية لـغابة سيدي معافة

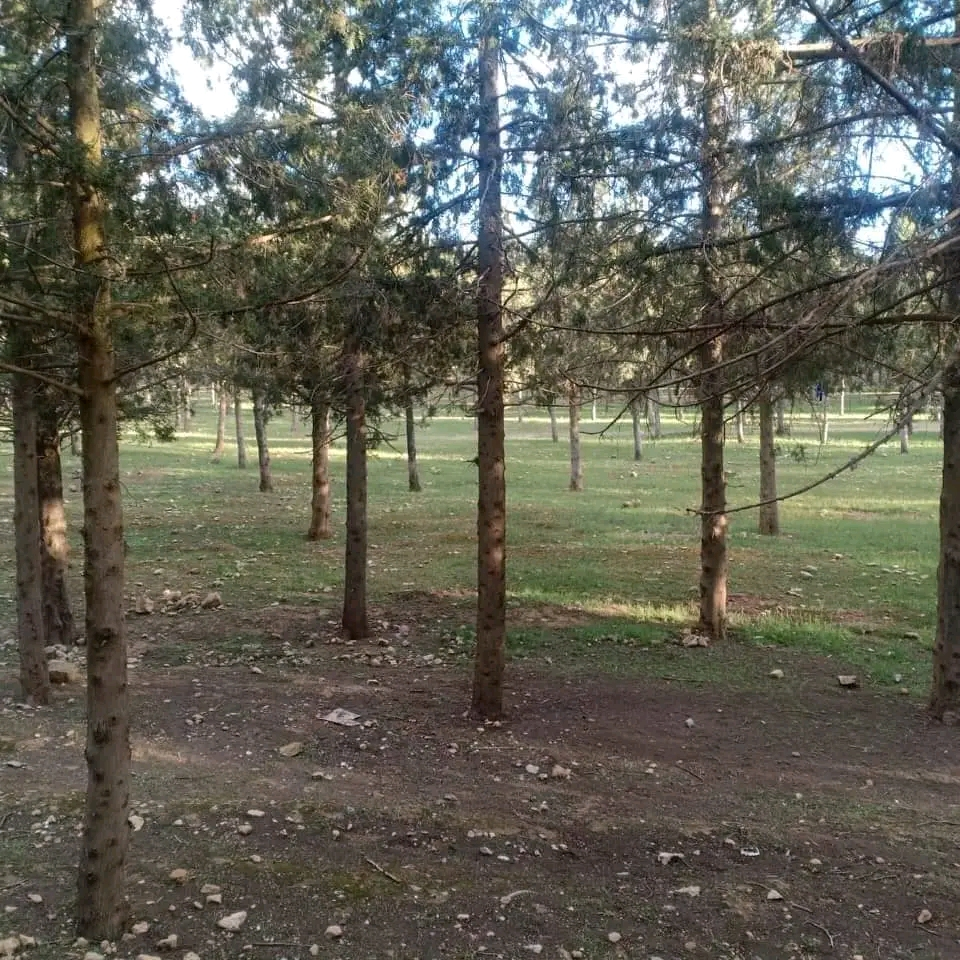
صورة فوتوغرافية لـغابة سيدي معافة.

بفضل طبيعتها الهادئة وجمالها الطبيعي، تجذب غابة سيدي معافة العديد من الزوار على طول العام. يمكن للزوار القيام بالعديد من الأنشطة مثل التنزه في المسارات الطبيعية، ركوب الدراجات الجبلية، والتنزه في الطبيعة. كما تُعتبر الغابة قبلةً ترفيهية متكاملة ومكاناً مثالياً لتنظيم النزهات العائلية والرحلات المدرسية، حيث يمكن للأطفال الاستمتاع بالطبيعة واستكشاف الحياة البرية.

## الأهمية البيئية والثقافية لـغابة سيدي معافة

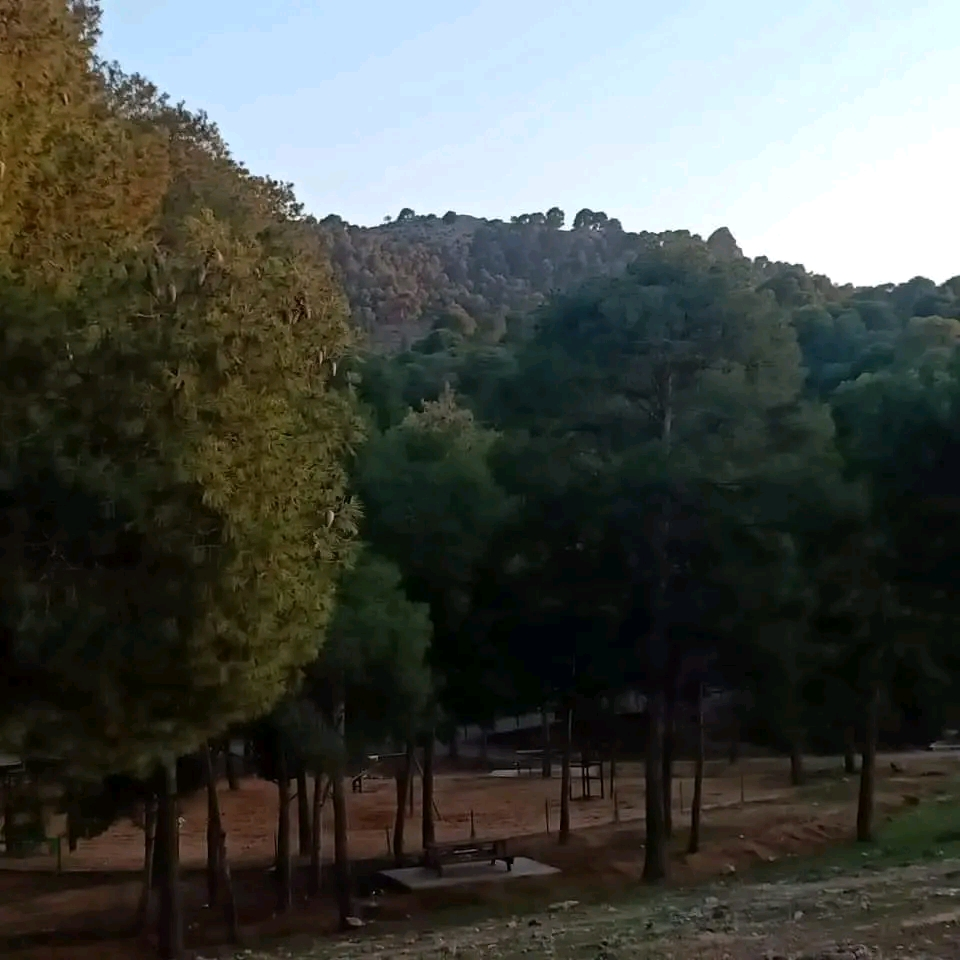
صورة فوتوغرافية لغابة سيدي معافة.

تلعب غابة سيدي معافة دوراً مهماً في الحفاظ على التوازن البيئي في منطقة وجدة. فهي تعمل كـ"رئة خضراء" للمنطقة، حيث تساهم في تنقية الهواء وتخزينه، وتوفير موائل للحياة البرية. كما أن تنوعها البيولوجي والتضاريسي يجعلها منطقة ذات أهمية بيئية كبيرة، حيث تلعب دوراً رائداً في الحفاظ على التوازن البيئي المحلي لمنطقة الشرق. وبالإضافة إلى قيمتها البيئية، تحمل غابة سيدي معافة أهمية ثقافية كبيرة. حيث تعتبر الغابة جزءاً من التراث الطبيعي والثقافي لجهة الشرق، حيث ترتبط بها العديد من الحكايات الشعبية والأساطير المحلية.

## معرض الصور

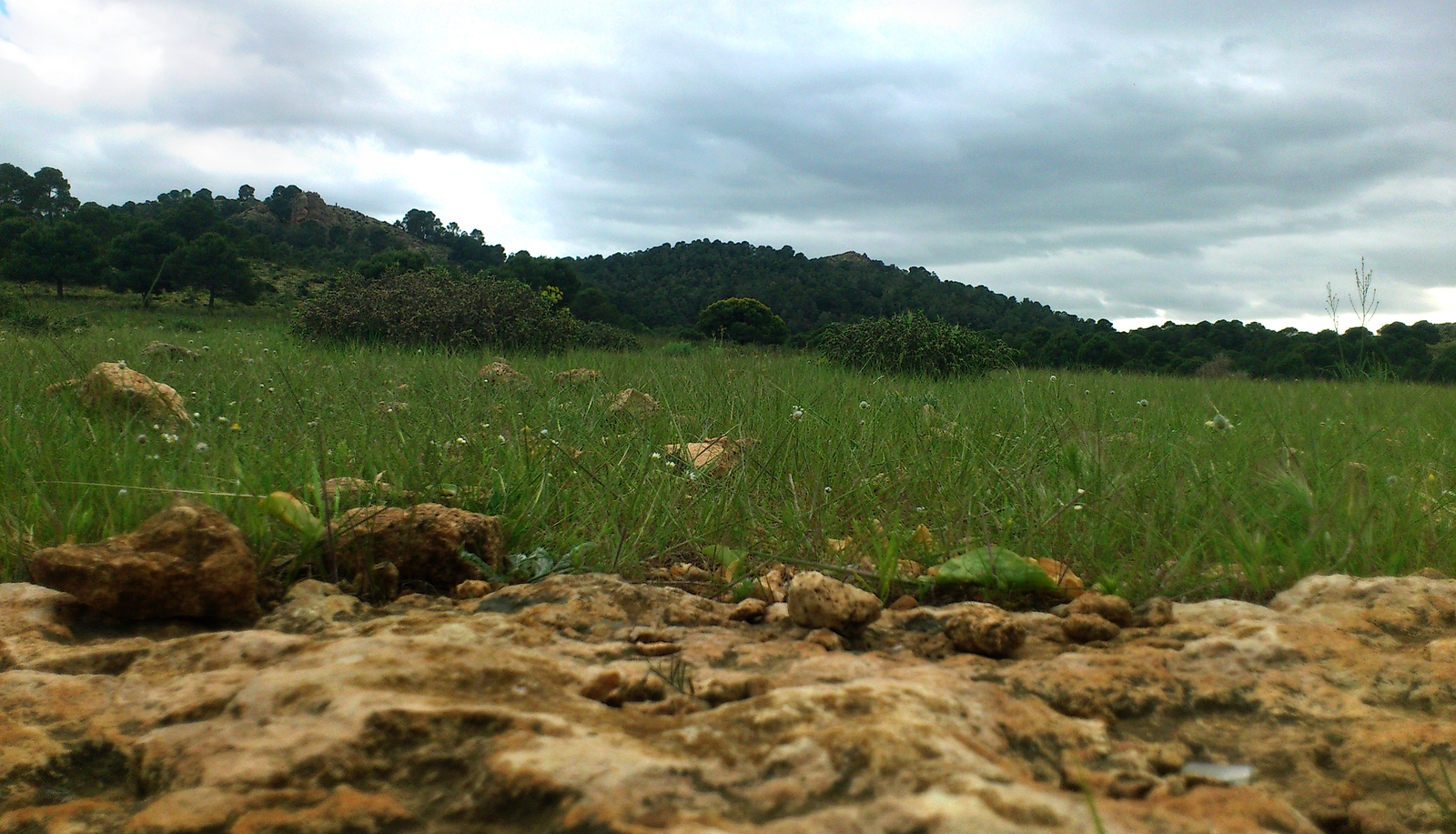
داخل سيدي معافة
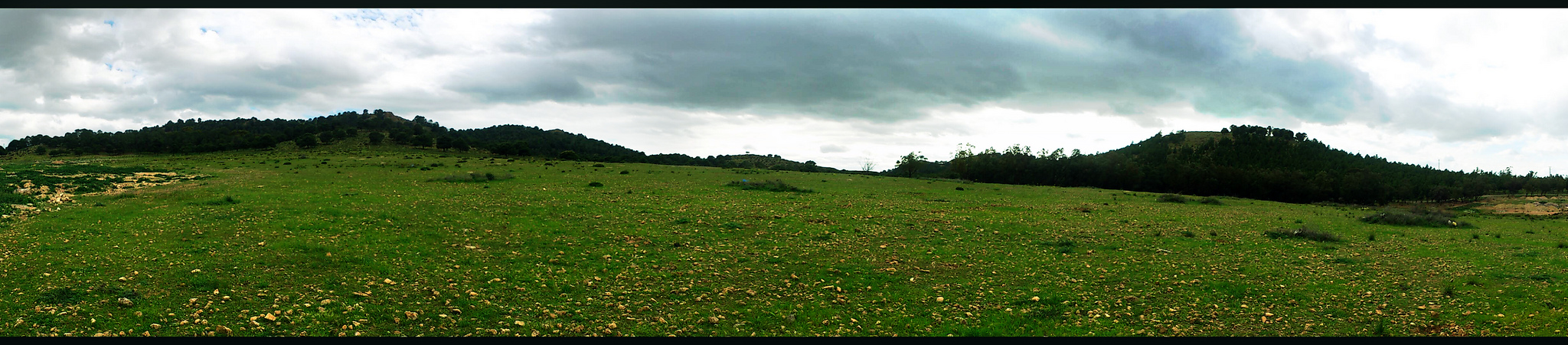
منظر بانورامي لجزء من الحديقة
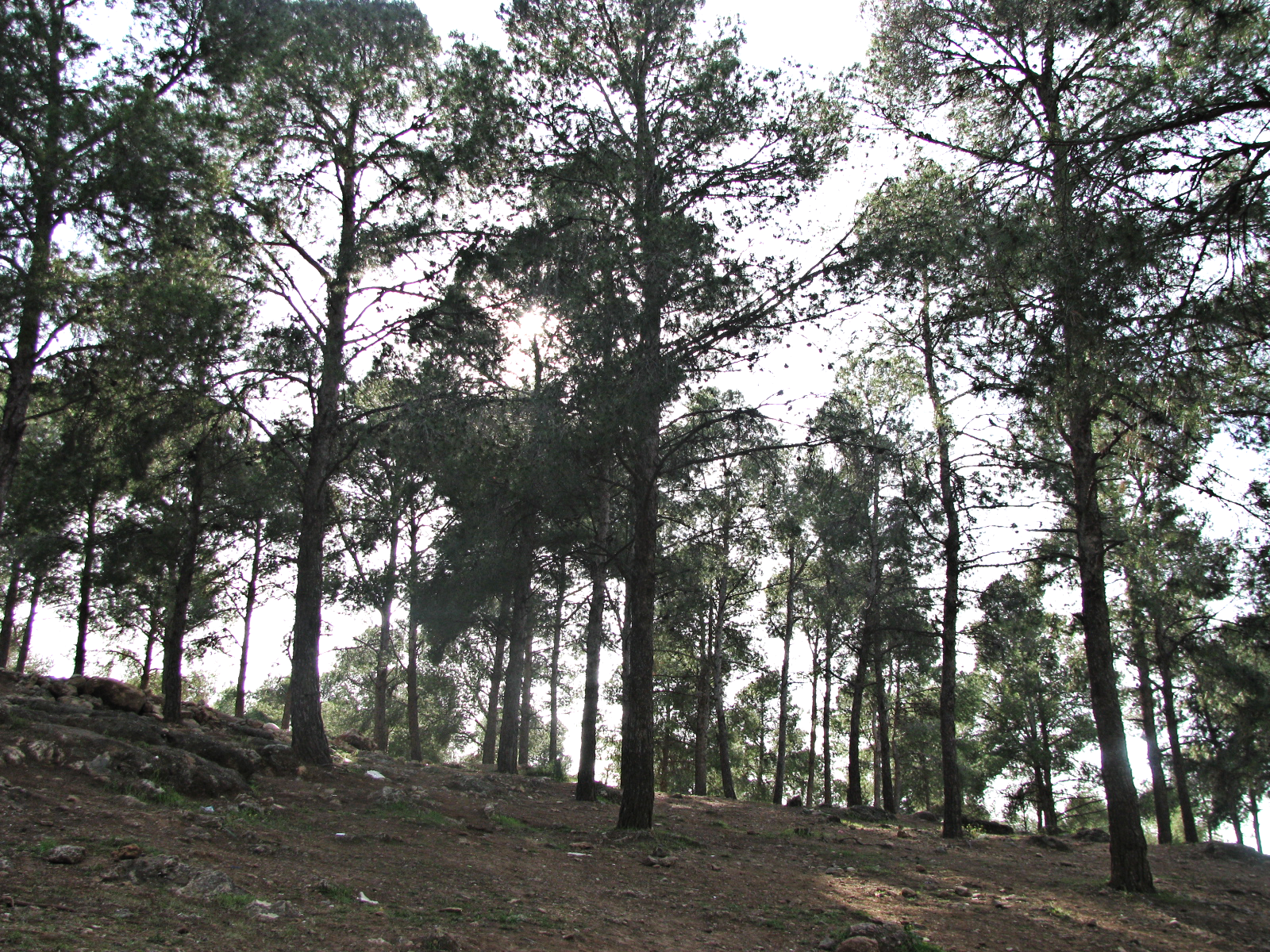
أشجار الصنوبر
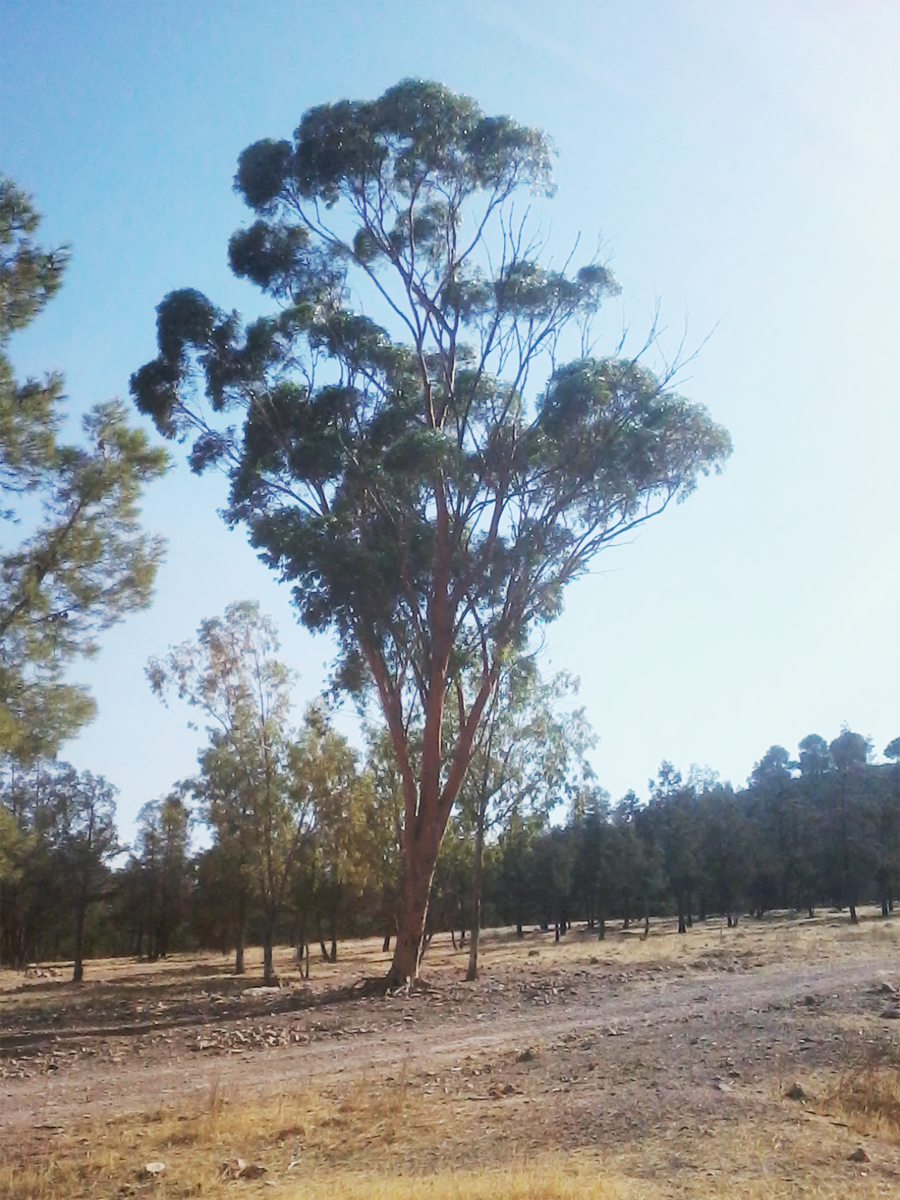
أشجار الأوكالبتوس.
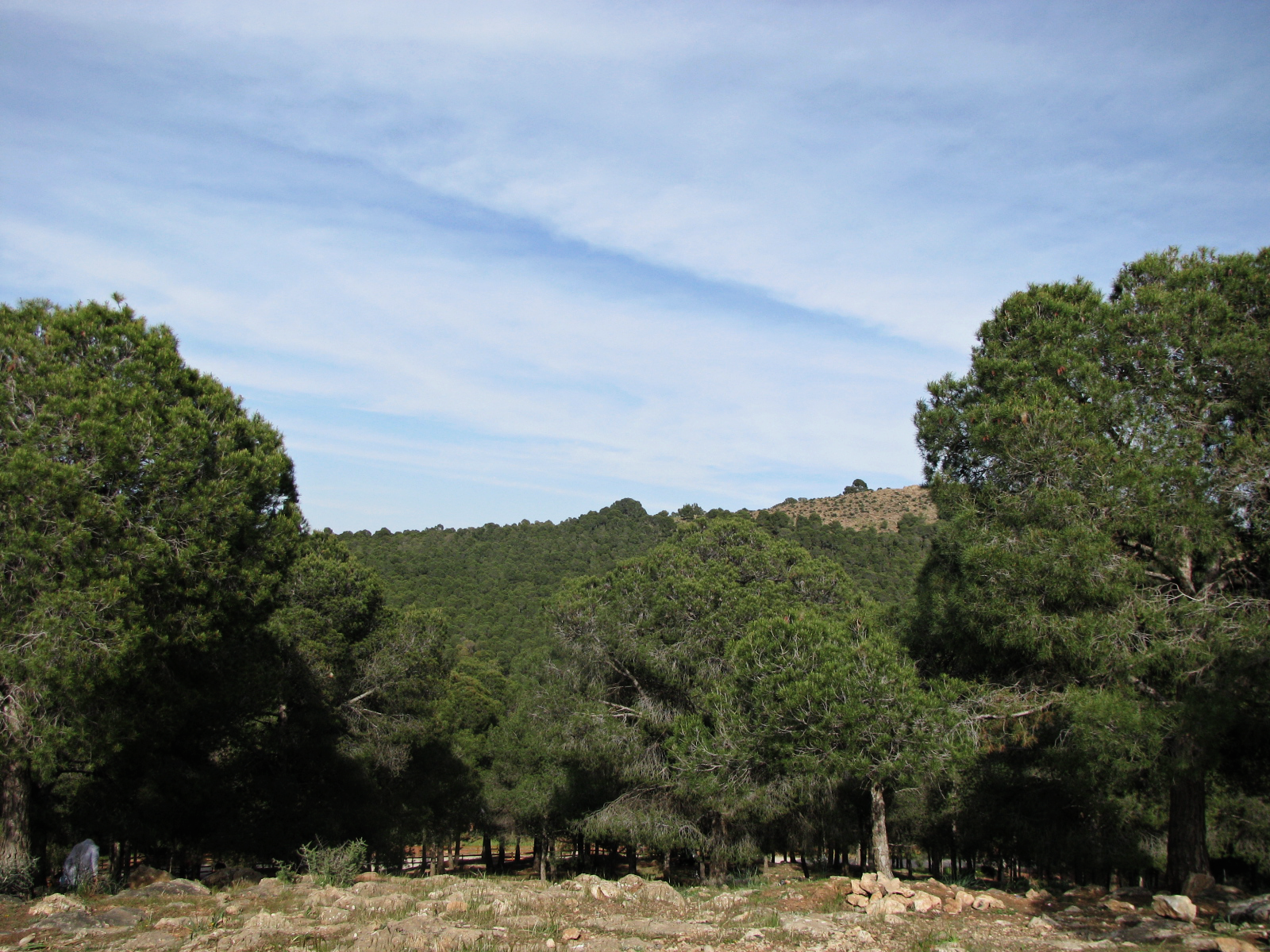